# デニス・グラネチニー
デニス・グラネチニー（Denis Granečný、1998年9月7日）は、チェコ出身のサッカー選手。FCズブロヨフカ・ブルノ所属。ポジションはDF。
2016年2月14日、フォルトゥナ・リガのFKムラダー・ボレスラフ戦でプロデビューを果たした。